# Amszterdam-sziget
Az Amszterdam-sziget (franciául Île Amsterdam vagy Nouvelle Amsterdam, hollandul Nieuw Amsterdam) az Indiai-óceán déli medencéjének egyik francia fennhatóság alá tartozó, a Francia déli és antarktiszi területek részét képező, apró szigete. A sziget a Martin-de-Viviès nevű kutatóállomáson kívül lakatlan.

## Földrajza

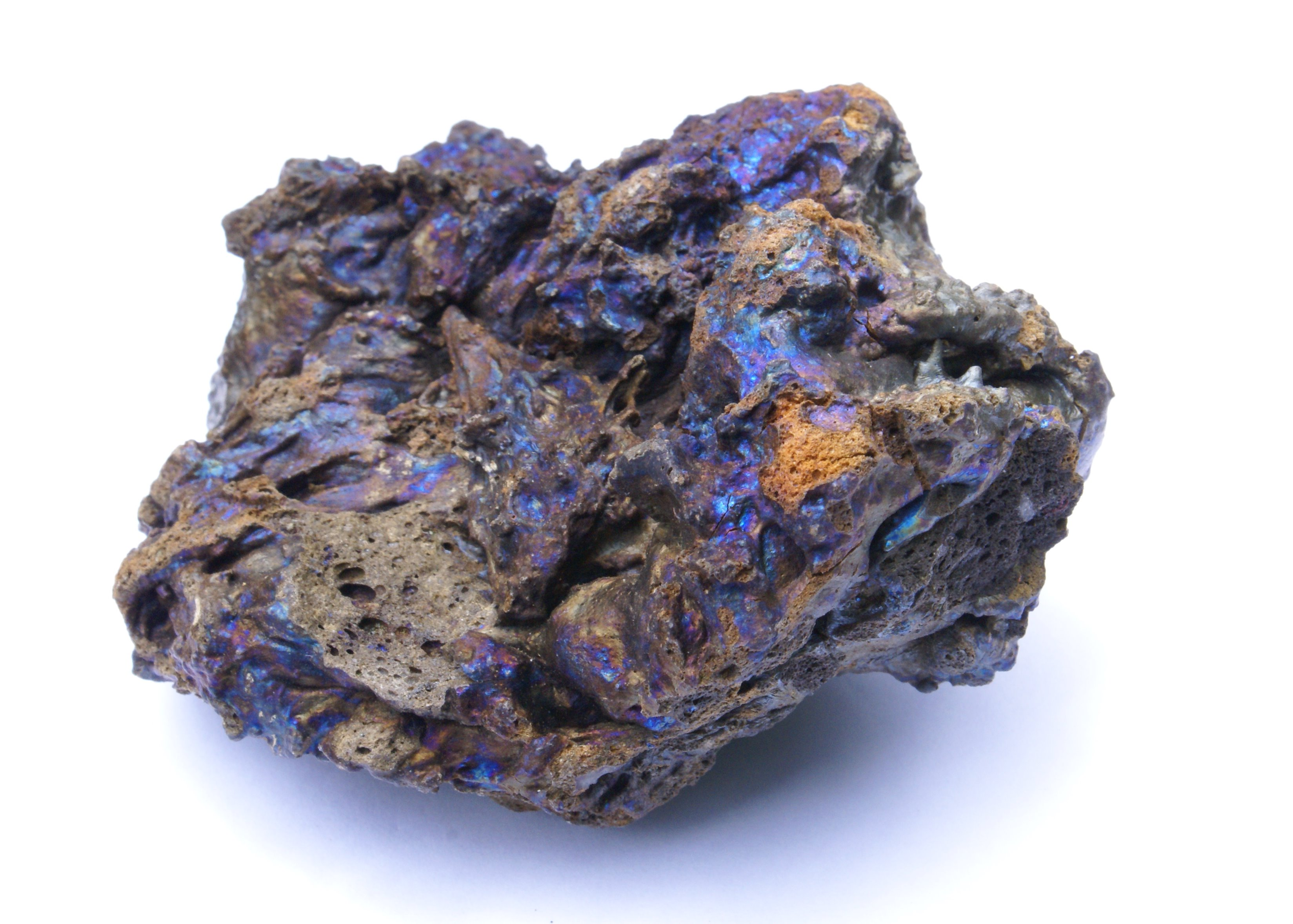
Bazalttufa vékony hematitréteggel az Amszterdam-szigetről

A távolodó lemezszegélyek mentén létrejött sziget vulkáni eredetű, kora mintegy 300 ezer év. A bazaltos vulkáni felépítmény nyugati fele az újabb kitörések hatására összeomlott és az óceánba süllyedt. Az ekkor keletkezett kalderához tartozó kitörési központ kürtőjét – amely a régitől 2 kilométerre, kelet-északkeletre található – lávató tölthette ki; a kaldera peremén túlfolyt kisebb lávaárak tanúskodnak erről. A legutolsó erupciók során több mint két tucat salakkúp és számos lávafolyás alakult ki. A történelmi időkből nem ismert egyetlen kitörése sem, bár a sziget északkeleti lejtőjén, a Dumas-kráternél megfigyelhető formakincs a 20. század során jöhetett létre. A jelenleg inaktív rétegvulkán az Antarktiszi-lemez legészakabbra fekvő, felszíni tűzhányója.
A sziget átmérője 7 × 10 kilométer, területe 57,5 km², legmagasabb pontja a 881 méteres Mont de la Dives. Partjai igen meredekek és nehezen megközelíthetők: az északi rész nagyjából 1 kilométeres partszakaszán kívül átlagosan 80 m magas sziklafalak szegélyezik a szigetet. Nyugaton közvetlenül a tengerszintről 660 méterre emelkedik az abráziós part. A partfalak mögött 300 m átlagmagasságú, nyáron száraz időjárású terület húzódik. E síkságból emelkedik a 300-600 méteren fekvő fennsík, amelyet máig érintetlen tőzegláp borít.
A legközelebbi szárazföld a 92 kilométerre, délre fekvő Szent Pál-sziget, amelynek keletkezése és földtörténete hasonlít nagyobb társáéhoz.

## Történelme
A szigetet Juan Sebastián Elcano fedezte fel 1522. március 18-án Magellán Föld körüli útja egyik hajójának, a Victoriának a fedélzetéről. Partraszállásuk azonban meghiúsult az erős hullámverés és a kedvezőtlen irányú szél miatt. Elcano még nevet sem adott a szárazföldnek. Csak 1633-ban keresztelte el egyik hajója után Nieuw Amsterdamnak a holland kapitány, Anthonie van Diemen, miközben Jáva szigetére tartott. Később az erre járó britek tévedésből felcserélték térképeiken az Amszterdam- és a Szent Pál-sziget elnevezését. Az első ember, aki bizonyíthatóan a sziget földjére lépett, ismét egy holland, Willem van Flaming volt 1696-ban. 1792. március 28-29-én Joseph Bruny d’Entrecasteaux járt először francia felfedező a szigeten az eltűnt hajós, Jean-François de La Pérouse keresése közben. 1843. július 1-jén újabb francia háromárbócos, az Olymp érkezett Martin Dupeyrat irányítása alatt. A part közelében horgonyzó hajóról nehézségek árán sikerült egy evezőscsónakkal a partra jutni, ahol a francia lobogó kitűzésével birtokba vették az Amszterdam-szigetet. A tartós letelepedés azonban lehetetlennek tűnt, így a francia uralkodó nem támogatta az új terület elfoglalását, sőt az ott állomásozó helyőrséget is visszahívta.
1857-ben a nagyszabású, tudományos célú Novara-expedíció keretében osztrákok keresték fel a szigetet. Végül csak évtizedekkel később, 1893. január 25-én vált hivatalosan is francia földdé a La Bourdonnais felderítőhajó legénységének partraszállásával.
Az Amszterdam-sziget benépesítésére tett első kísérletek 1871-ben és 1928-ban elbuktak. Egy Heurtin nevű francia feleségével, három gyermekével és négy szolgájával 1871. január 18. és augusztus 19. között lakott az apró szárazföldön, de a zord körülmények semmilyen mezőgazdasági termelést nem tettek lehetővé. Két szolgájuk halálát követően és a fokozódó magány hatására nemsokára elhagyták a világtól elzárt szigetet; csupán a szarvasmarháikat hagyták itt, amelyek azóta elszaporodtak.

## A kutatóállomás
Csak 1949 végén, egy kisebb meteorológiai állomás megalapításával kezdődött a tartós emberi jelenlét. Paul Martin de Viviès meteorológus és 23 társa nyolc hónap leforgása alatt építették fel az eredetileg Camp Heurtinnek nevezett kutatóállomást. A bázis 1961 és 1972 között Roche Godon, majd 1972-től Martin-de-Viviès névre hallgat. Területe 4800 m², eleinte 34, napjainkban 25 személyt, köztük 4 meteorológust szállásoltak el. A személyzet váltása évente egyszer, a Marion Dufresne nevű, Réunionról induló hajóval történik. Az állomás energiaigényét generátor látja el, ivóvizet az esővízből nyernek, élelmiszerként konzervek, fagyasztott áruk, valamint languszta és marhahús áll rendelkezésre.

## Növényzete

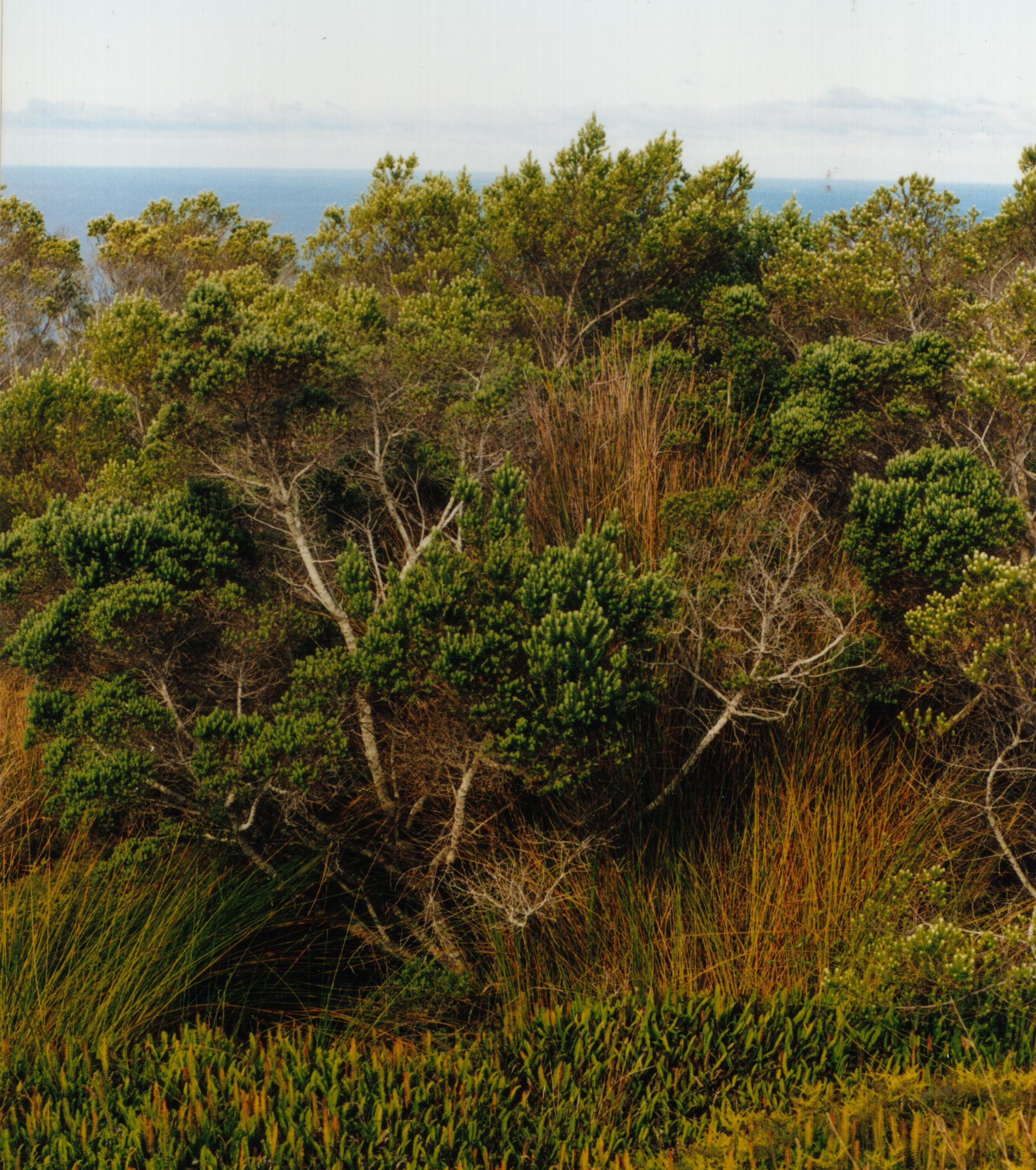
Phylica arborea az Amszterdam-szigeten

Az Amszterdam-sziget flórája viszonylag gazdag. Tristan da Cunha szigetén kívül csak itt él a bengefélék (Rhamnaceae) közé sorolt Phylica arborea nevű fafaj.

## Állatvilága
Számos albatroszfaj mellett kizárólag itt költ az amszterdam-szigeti albatrosz (Diomedea amsterdamensis). A szigetre különösen jellemző további állatok barna halfarkas (Stercorarius antarctica), a déltengeri csér (Sterna vittata), szamárpingvin (Pygoscelis papua), a szubantarktikus medvefóka (Arctocephalus tropicalis) és a déli elefántfóka (Mirounga leonina). Nagy valószínűséggel kihalt állatfaj a szintén csak innen ismert amszterdam-szigeti réce (Anas marecula), amelyet csupán néhány 1996-ban megtalált csont alapján írtak le először.
A bálna- és prémvadászok, valamint elszabadult háziállatok által hajdan feldúlt sziget élővilága az intézkedések hatására az utóbbi években nagyrészt helyreállt. Az elvadult disznók és kutyák maguktól kihaltak, a kecskéket kiirtották, de a szarvasmarhák száma is megcsappant; számukra elkerítették a sziget egy részét. Az Amszterdam-sziget a Föld egyetlen olyan helye, ahol még vadon élnek korábban háziasított szarvasmarhák.

## Az Amszterdam-sziget a világirodalomban
Az Amszterdam-sziget és a közeli Szent Pál-sziget Jules Verne Grant kapitány gyermekei című regényének egyik helyszíne. Henri Crouzat francia író L'ile du bout du monde c. könyvében itt ér partot négy hajótörött. Thomas Pynchon is utal egyik művében (Against the Day) a sziget történetére és a HMS Megaera nevű hajóra, amely a Szent Pál-szigetnél szenvedett hajótörést. Alfred van Cleef holland újságíró életrajzi ihletésű regényében szerelmi bánatát próbálja legyőzni az elhagyatott szigeten.